# Джентльменська угода (фільм)
«Джентльменська угода» (англ. Gentleman's Agreement) — американська кінодрама 1947 року, поставлений режисером Еліа Казаном за однойменним романом Лаури Гобсон. Стрічка здобула три кінопремії «Оскар» та низку інших професійних кінонагород .

## Сюжет
Молодий незалежний журналіст Філіп Шулер Грін (Грегорі Пек) переїжджає до Нью-Йорка. Його обурює замовчування антисемітських інцидентів у післявоєнні роки. З фронту повертаються солдати-євреї, вони украй пригнічені, морально знищені тим, що бачили в нацистських концентраційних таборах, тим що робили з їхніми кровно рідними людьми. Редакція дає Філіпу делікатне завдання — написати в журнал статтю про антисемітизм. Філіп вирішує спізнати тему свого розслідування на власному досвіді й бере собі ім'я Філ Грінберг, видаючи за письменника-єврея. Таким чином у нього з'явилося немало як ворогів, так і друзів.

## У ролях
|  | Грегорі Пек — Філіп Грін    |  | Енн Ревір — місіс Грін       |
|  | Дороті Макгвайр — Кеті Лесі |  | Джун Гевок — Елейн Велс      |
|  | Джон Гарфілд — Дейв Голдман |  | Альберт Деккер — Джон Мініфі |
|  | Селеста Голм — Анна Деттрі  |  | Джейн Ваєтт — Джейн          |

- Сем Джаффе — професор Фред Ліберман
- Дін Стоквелл — Томмі Грін
- Ніколас Джой — Доктор Крейґі

## Визнання
| Нагороди та номінації фільму «Джентльменська угода» | Нагороди та номінації фільму «Джентльменська угода» | Нагороди та номінації фільму «Джентльменська угода» | Нагороди та номінації фільму «Джентльменська угода» | Нагороди та номінації фільму «Джентльменська угода» | Нагороди та номінації фільму «Джентльменська угода» |
| Рік                                                 | Кінофестиваль/кінопремія                            | Категорія/нагорода                                  | Номінант                                            | Результат                                           |                                                     |
| --------------------------------------------------- | --------------------------------------------------- | --------------------------------------------------- | --------------------------------------------------- | --------------------------------------------------- | --------------------------------------------------- |
| 1947                                                | Національна рада кінокритиків США                   | Найкращий режисер                                   | Еліа Казан                                          | Перемога                                            |                                                     |
| 1947                                                | Національна рада кінокритиків США                   | ТОП-10 фільмів                                      | Джентльменська угода                                | Включення                                           |                                                     |
| 1947                                                | Спільнота кінокритиків Нью-Йорка                    | Найкращий фільм                                     | Джентльменська угода                                | Перемога                                            |                                                     |
| 1947                                                | Спільнота кінокритиків Нью-Йорка                    | Найкращий режисер                                   | Еліа Казан                                          | Перемога                                            |                                                     |
| 1947                                                | Спільнота кінокритиків Нью-Йорка                    | Найкраща акторка                                    | Селеста Голм                                        | 2-е місце                                           |                                                     |
| 1947                                                | Спільнота кінокритиків Нью-Йорка                    | Найкраща акторка                                    | Дороті Макгвайр                                     | 3-є місце                                           |                                                     |
| 1948                                                | Премія «Оскар»                                      | Найкращий фільм                                     | Джентльменська угода                                | Перемога                                            |                                                     |
| 1948                                                | Премія «Оскар»                                      | Найкращий режисер                                   | Еліа Казан                                          | Перемога                                            |                                                     |
| 1948                                                | Премія «Оскар»                                      | Найкращий актор у головній ролі                     | Грегорі Пек                                         | Номінація                                           |                                                     |
| 1948                                                | Премія «Оскар»                                      | Найкраща акторка у головній ролі                    | Дороті Макгвайр                                     | Номінація                                           |                                                     |
| 1948                                                | Премія «Оскар»                                      | Найкраща акторка в ролі другого плану               | Селеста Голм                                        | Перемога                                            |                                                     |
| 1948                                                | Премія «Оскар»                                      | Найкраща акторка в ролі другого плану               | Енн Ревір                                           | Номінація                                           |                                                     |
| 1948                                                | Премія «Оскар»                                      | Найкращий сценарій                                  | Мосс Гарт                                           | Номінація                                           |                                                     |
| 1948                                                | Премія «Оскар»                                      | Найкращий монтаж                                    | Гермон Джонс                                        | Номінація                                           |                                                     |
| 1948                                                | Золотий глобус                                      | Найкращий фільм — драма                             | Джентльменська угода                                | Перемога                                            |                                                     |
| 1948                                                | Золотий глобус                                      | Найкращий режисер                                   | Еліа Казан                                          | Перемога                                            |                                                     |
| 1948                                                | Золотий глобус                                      | Найкраща жіноча роль другого плану                  | Селеста Голм                                        | Перемога                                            |                                                     |
| 1948                                                | Золотий глобус                                      | Спеціальний Золотий глобус                          | Дін Стоквелл                                        | Перемога                                            |                                                     |
| 1948                                                | Венеційський кінофестиваль                          | Міжнародний Гран-прі                                | Еліа Казан                                          | Номінація                                           |                                                     |